# Sitobion isodonis
Sitobion isodonis är en insektsart som beskrevs av Sorin 1979. Sitobion isodonis ingår i släktet Sitobion och familjen långrörsbladlöss. Inga underarter finns listade i Catalogue of Life.